# Einband-Europameisterschaft 1977

Logo CEB (ausrichtender Verband)

Veranstaltungsort: Bottrop

Die Einband-Europameisterschaft 1977 war das 25. Turnier in dieser Disziplin des Karambolagebillards und fand vom 25. bis zum 28. November 1976 in Bottrop statt. Die EM zählte zur Saison 1976/77. Es war die fünfte Einband-Europameisterschaft in Deutschland.

## Geschichte
Nach fünf Jahren Abwesenheit aus diversen Gründen war Raymond Ceulemans wieder da und gewann in Bottrop überzeugend seinen achten EM-Titel im Einband vor dem österreichischen Routinier Johann Scherz, der mit seiner unorthodoxen Spielweise viele Gegner zu Verzweiflung brachte. Ceulemans gab nur einen Partiepunkt gegen den Deutschen Meister Dieter Müller ab, der den internationalen Anschluss an die Einbandspitze gefunden hat. Mit seinem dritten Platz gewann er für sein Heimatland die erste Einband-Medaille seit 1959, als Walter Lütgehetmann ebenfalls Bronze gewann. Nicht anknüpfen an seine Leistungen der letzten beiden EM konnte der niederländische Titelverteidiger Christ van der Smissen, der Fünfter wurde. Für Günter Siebert reichte es trotz teilweise ansprechender Leistung nur zum achten Platz.

## Turniermodus
Es wurde im Round Robin System bis 200 Punkte gespielt. Es wurde mit Nachstoß gespielt. Damit waren Unentschieden möglich.
Bei MP-Gleichstand wird in folgender Reihenfolge gewertet:
1. MP = Matchpunkte
2. GD = Generaldurchschnitt
3. HS = Höchstserie

## Abschlusstabelle
| MP    | Match Points (Sieger = 2; Unentschieden = 1; Verlierer = 0) |
| Pkte. | Erzielte Karambolagen                                       |
| Aufn. | Benötigte Versuche                                          |
| GD    | Generaldurchschnitt                                         |
| BED   | Bester Einzeldurchschnitt eines Spielers                    |
| HS    | Höchstserie                                                 |
|       | Bester GD des Turniers                                      |
|       | Bester ED des Turniers                                      |
|       | Beste HS des Turniers                                       |
|       | 1. Platz (Gold)                                             |
|       | 2. Platz (Silber)                                           |
|       | 3. Platz (Bronze)                                           |

| Platz                     | Name                   | MP   | Pkte. | Aufn. | GD    | BED   | HS  |
| ------------------------- | ---------------------- | ---- | ----- | ----- | ----- | ----- | --- |
| 1                         | Raymond Ceulemans      | 13:1 | 1400  | 109   | 12,84 | 28,57 | 146 |
| 2                         | Johann Scherz          | 10:4 | 1305  | 170   | 7,67  | 9,52  | 44  |
| 3                         | Dieter Müller          | 9:5  | 1234  | 172   | 7,17  | 8,69  | 59  |
| 4                         | Emile Wafflard         | 8:6  | 1206  | 147   | 8,20  | 11,11 | 58  |
| 5                         | Christ van der Smissen | 8:6  | 1172  | 148   | 7,91  | 25,00 | 80  |
| 6                         | Edouard Kusters        | 4:10 | 1173  | 167   | 7,02  | 10,52 | 64  |
| 7                         | Roland Dufetelle       | 2:12 | 902   | 120   | 7,51  | 9,52  | 47  |
| 8                         | Günter Siebert         | 2:12 | 1017  | 163   | 6,23  | 10,52 | 72  |
| Turnierdurchschnitt: 7,86 |                        |      |       |       |       |       |     |